# Kobalt(II)jodide
Kobalt(II)jodide (CoI2) is verbinding van kobalt en jood. Het is een vaste stof die kristallografisch gezien voorkomt in een α- en een β-vorm:
- De α-vorm zijn zwarte hexagonale kristallen, die in aanraking met lucht groen verkleuren. In vacuümtoestand sublimeert de α-vorm tot de β-vorm
- De β-vorm is geel poeder

Kobalt(II)jodide wordt gebruikt als katalysator in een Grignardreactie om terpenen te vormen.
De stof wordt gevormd door kobalt te verhitten in waterstofjodide. Ze is goed oplosbaar in water.